# 暗色薹草
暗色薹草（学名：Carex obscura）是莎草科薹草属的植物。分布于尼泊尔等地，生长于海拔3,000米至4,300米的地区，一般生于山坡、高山水沟边及溪边湿润草甸。

## 变种
- 刺囊薹草（学名：Carex obscura var. brachycarpa）为莎草科薹草属暗色薹草的变种。分布于喜马拉雅山以及中国大陆的四川西部、云南西北部、西藏东南部等地，生长于海拔2,700米至4,100米的地区，一般生于浅水中、高山针叶林下阴湿处或草甸。